# Liparis bathiei
Liparis bathiei är en orkidéart som beskrevs av Rudolf Schlechter. Liparis bathiei ingår i släktet gulyxnen, och familjen orkidéer. Inga underarter finns listade i Catalogue of Life.